# Ladislav Krejčí (calciatore 1999)
Ladislav Krejčí (Rosice, 20 aprile 1999) è un calciatore ceco, difensore del Girona e della nazionale ceca.

## Carriera

### Club
Cresciuto nel settore giovanile dello Zbrojovka Brno, ha esordito in prima squadra il 19 ottobre 2016 disputando l'incontro di 1. liga perso 1-4 contro lo Slavia Praga.
Sparta Praga
Si trasferisce allo Sparta Praga per 300 mila euro. Si rivela ben presto un ottimo acquisto,diventando già tra i protagonisti e nei titolari durante la sua prima stagione nel nuovo club. Un difensore centrale forte fisicamente definito un goleador,durante le sue stagioni all'occorrenza ricopre anche il ruolo di mediano e centrocampista,dotato di ottima qualità palla al piede.Realizza 44 goal, 12 assist in 148 partite con la maglia dello Sparta Praga.
Girona
Il 14 Giugno 2024 diventa ufficiale il suo trasferimento in un club ricco di ambizioni come il Girona, reduce da un'ottima stagione che ha portato alla qualificazione meritata in Champions League. Il difensore mancino della Repubblica Ceca arriva in Spagna per 12 milioni di euro.

### Nazionale
Dopo avere rappresentato le selezioni giovanili ceche, il 24 marzo 2022 fa il suo esordio in nazionale maggiore nella sconfitta per 1-0 contro la Svezia, valevole per i play-off di qualificazione ai Mondiali 2022.
Viene convocato ad Euro2024 dove scende in campo da titolare nelle prime due gare contro Portogallo e Georgia.

## Statistiche

### Presenze e reti nei club
Statistiche aggiornate al 2 dicembre 2024.
| Stagione              | Squadra               | Campionato            | Campionato | Campionato | Coppe nazionali | Coppe nazionali | Coppe nazionali | Coppe continentali | Coppe continentali | Coppe continentali | Altre coppe | Altre coppe | Altre coppe | Totale | Totale |
| Stagione              | Squadra               | Comp                  | Pres       | Reti       | Comp            | Pres            | Reti            | Comp               | Pres               | Reti               | Comp        | Pres        | Reti        | Pres   | Reti   |
| --------------------- | --------------------- | --------------------- | ---------- | ---------- | --------------- | --------------- | --------------- | ------------------ | ------------------ | ------------------ | ----------- | ----------- | ----------- | ------ | ------ |
| 2016-2017             | Zbrojovka Brno        | 1L                    | 13         | 0          | CRC             | 1               | 0               | -                  | -                  | -                  | -           | -           | -           | 14     | 0      |
| 2017-2018             | Zbrojovka Brno        | 1L                    | 11         | 1          | CRC             | 0               | 0               | -                  | -                  | -                  | -           | -           | -           | 11     | 1      |
| 2018-2019             | Zbrojovka Brno        | 2L                    | 23         | 3          | CRC             | 1               | 0               | -                  | -                  | -                  | -           | -           | -           | 24     | 3      |
| Totale Zbrojovka Brno | Totale Zbrojovka Brno | Totale Zbrojovka Brno | 47         | 4          |                 | 2               | 0               |                    | -                  | -                  |             | -           | -           | 49     | 4      |
| 2019-2020             | Sparta Praga          | 1L                    | 23         | 0          | CRC             | 4               | 0               | UEL                | 2                  | 0                  | -           | -           | -           | 29     | 0      |
| 2020-2021             | Sparta Praga          | 1L                    | 20         | 8          | CRC             | 3               | 2               | UEL                | 5                  | 1                  | -           | -           | -           | 28     | 11     |
| 2021-2022             | Sparta Praga          | 1L                    | 21         | 5          | CRC             | 3               | 2               | UCL+UEL+UECL       | 2+4+1              | 1+1+0              | -           | -           | -           | 31     | 9      |
| 2022-2023             | Sparta Praga          | 1L                    | 19         | 13         | CRC             | 2               | 0               | -                  | -                  | -                  | -           | -           | -           | 21     | 13     |
| 2023-2024             | Sparta Praga          | 1L                    | 26         | 8          | CRC             | 2               | 0               | UCL+UEL            | 2+9                | 0+3                | -           | -           | -           | 39     | 11     |
| Totale Sparta Praga   | Totale Sparta Praga   | Totale Sparta Praga   | 109        | 34         |                 | 14              | 4               |                    | 25                 | 6                  |             | -           | -           | 148    | 44     |
| 2024-2025             | Girona                | PD                    | 10         | 2          | CR              | 1               | 0               | UCL                | 6                  | 0                  | -           | -           | -           | 17     | 2      |
| Totale carriera       | Totale carriera       | Totale carriera       | 166        | 40         |                 | 17              | 4               |                    | 31                 | 6                  |             | -           | -           | 214    | 50     |

### Cronologia presenze e reti in nazionale
| Cronologia completa delle presenze e delle reti in nazionale ― Rep. Ceca | Cronologia completa delle presenze e delle reti in nazionale ― Rep. Ceca | Cronologia completa delle presenze e delle reti in nazionale ― Rep. Ceca | Cronologia completa delle presenze e delle reti in nazionale ― Rep. Ceca | Cronologia completa delle presenze e delle reti in nazionale ― Rep. Ceca | Cronologia completa delle presenze e delle reti in nazionale ― Rep. Ceca | Cronologia completa delle presenze e delle reti in nazionale ― Rep. Ceca | Cronologia completa delle presenze e delle reti in nazionale ― Rep. Ceca |
| Data                                                                     | Città                                                                    | In casa                                                                  | Risultato                                                                | Ospiti                                                                   | Competizione                                                             | Reti                                                                     | Note                                                                     |
| ------------------------------------------------------------------------ | ------------------------------------------------------------------------ | ------------------------------------------------------------------------ | ------------------------------------------------------------------------ | ------------------------------------------------------------------------ | ------------------------------------------------------------------------ | ------------------------------------------------------------------------ | ------------------------------------------------------------------------ |
| 24-3-2022                                                                | Stoccolma                                                                | Svezia                                                                   | 1 – 0                                                                    | Rep. Ceca                                                                | Qual. Mondiali 2022                                                      | -                                                                        | 90’                                                                      |
| 2-6-2022                                                                 | Praga                                                                    | Rep. Ceca                                                                | 2 – 1                                                                    | Svizzera                                                                 | UEFA Nations League 2022-2023 - 1º turno                                 | -                                                                        | 80’                                                                      |
| 24-3-2023                                                                | Praga                                                                    | Rep. Ceca                                                                | 3 – 1                                                                    | Polonia                                                                  | Qual. Euro 2024                                                          | 1                                                                        |                                                                          |
| 17-6-2023                                                                | Tórshavn                                                                 | Fær Øer                                                                  | 0 – 3                                                                    | Rep. Ceca                                                                | Qual. Euro 2024                                                          | 1                                                                        |                                                                          |
| 7-9-2023                                                                 | Praga                                                                    | Rep. Ceca                                                                | 1 – 1                                                                    | Albania                                                                  | Qual. Euro 2024                                                          | -                                                                        | 86’                                                                      |
| 12-10-2023                                                               | Tirana                                                                   | Albania                                                                  | 3 – 0                                                                    | Rep. Ceca                                                                | Qual. Euro 2024                                                          | -                                                                        |                                                                          |
| 15-10-2023                                                               | Plzeň                                                                    | Rep. Ceca                                                                | 1 – 0                                                                    | Fær Øer                                                                  | Qual. Euro 2024                                                          | -                                                                        |                                                                          |
| 22-3-2024                                                                | Oslo                                                                     | Norvegia                                                                 | 1 – 2                                                                    | Rep. Ceca                                                                | Amichevole                                                               | -                                                                        | 61’                                                                      |
| 26-3-2024                                                                | Praga                                                                    | Rep. Ceca                                                                | 2 – 1                                                                    | Armenia                                                                  | Amichevole                                                               | 1                                                                        |                                                                          |
| 10-6-2024                                                                | Hradec Králové                                                           | Rep. Ceca                                                                | 2 – 1                                                                    | Macedonia del Nord                                                       | Amichevole                                                               | -                                                                        | 60’                                                                      |
| 18-6-2024                                                                | Lipsia                                                                   | Portogallo                                                               | 2 – 1                                                                    | Rep. Ceca                                                                | Euro 2024 - 1º turno                                                     | -                                                                        |                                                                          |
| 22-6-2024                                                                | Amburgo                                                                  | Georgia                                                                  | 1 – 1                                                                    | Rep. Ceca                                                                | Euro 2024 - 1º turno                                                     | -                                                                        |                                                                          |
| 26-6-2024                                                                | Amburgo                                                                  | Rep. Ceca                                                                | 1 – 2                                                                    | Turchia                                                                  | Euro 2024 - 1º turno                                                     | -                                                                        | 90+1’                                                                    |
| 7-9-2024                                                                 | Tbilisi                                                                  | Georgia                                                                  | 4 – 1                                                                    | Rep. Ceca                                                                | UEFA Nations League 2024-2025 - 1º turno                                 | -                                                                        | 81’                                                                      |
| 10-9-2024                                                                | Praga                                                                    | Rep. Ceca                                                                | 3 – 2                                                                    | Ucraina                                                                  | UEFA Nations League 2024-2025 - 1º turno                                 | -                                                                        | 47’                                                                      |
| 14-10-2024                                                               | Breslavia                                                                | Ucraina                                                                  | 1 – 1                                                                    | Rep. Ceca                                                                | UEFA Nations League 2024-2025 - 1º turno                                 | -                                                                        |                                                                          |
| 22-3-2025                                                                | Hradec Králové                                                           | Rep. Ceca                                                                | 2 – 1                                                                    | Fær Øer                                                                  | Qual. Mondiali 2026                                                      | -                                                                        |                                                                          |
| 25-3-2025                                                                | Faro                                                                     | Gibilterra                                                               | 0 – 4                                                                    | Rep. Ceca                                                                | Qual. Mondiali 2026                                                      | -                                                                        |                                                                          |
| 6-6-2025                                                                 | Plzeň                                                                    | Rep. Ceca                                                                | 2 – 0                                                                    | Montenegro                                                               | Qual. Mondiali 2026                                                      | -                                                                        |                                                                          |
| 9-6-2025                                                                 | Osijek                                                                   | Croazia                                                                  | 5 – 1                                                                    | Rep. Ceca                                                                | Qual. Mondiali 2026                                                      | -                                                                        |                                                                          |
| Totale                                                                   |                                                                          | Presenze                                                                 | 20                                                                       |                                                                          | Reti                                                                     | 3                                                                        |                                                                          |

## Palmarès

### Club

#### Competizioni nazionali
- Campionato ceco: 2

Sparta Praga: 2022-2023, 2023-2024
- Coppa della Repubblica Ceca: 2

Sparta Praga: 2019-2020, 2023-2024